# Zgornje Pirniče
Zgornje Pirniče este o localitate din comuna Medvode, Slovenia, cu o populație de 1.163 de locuitori.